# Brad Carson

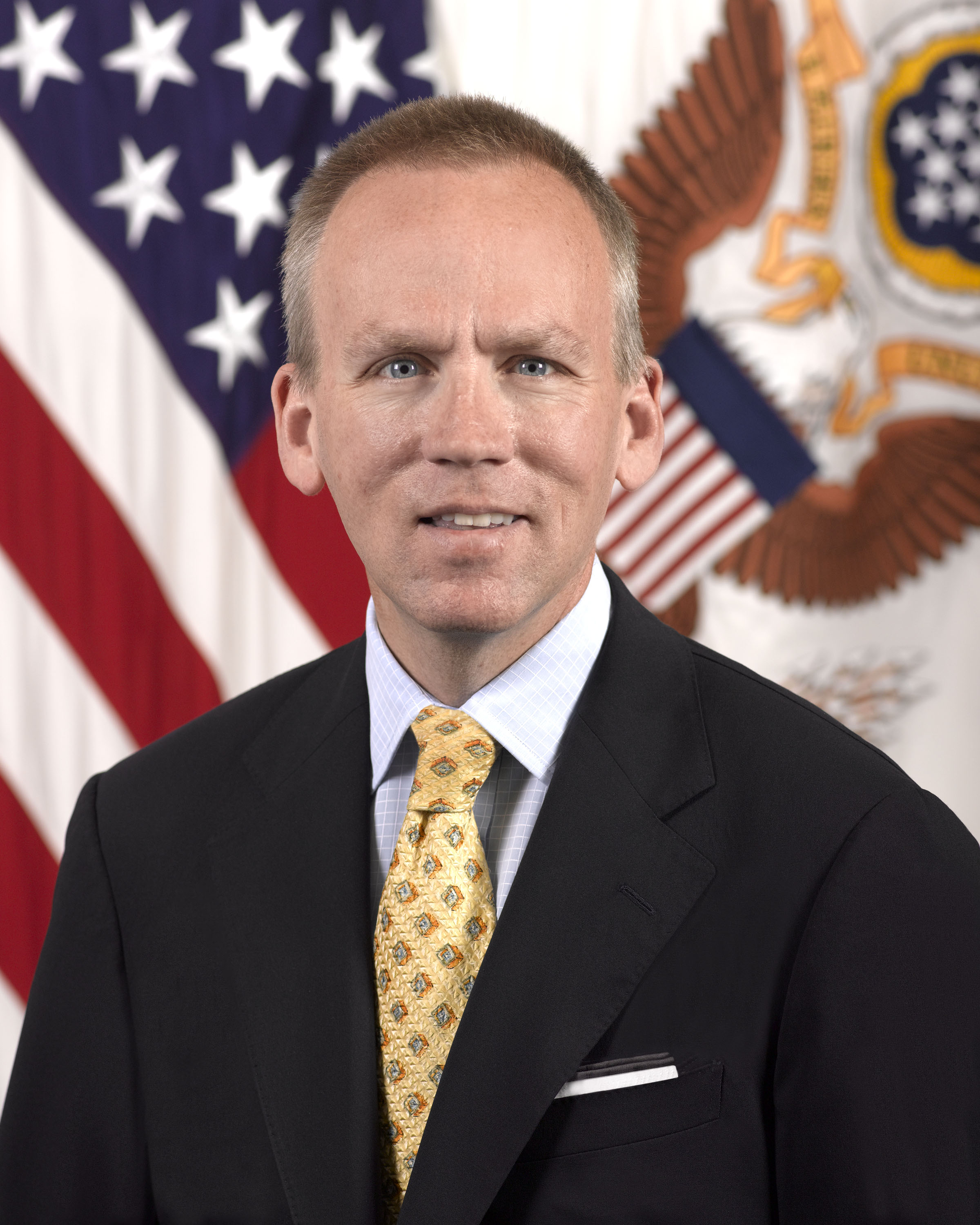
Brad Carson (2014)

Bradley Rogers „Brad“ Carson (* 11. März 1967 in Winslow, Arizona) ist ein US-amerikanischer Politiker. Zwischen 2001 und 2005 vertrat er den zweiten Kongresswahlbezirk des Bundesstaates Oklahoma im US-Repräsentantenhaus.

## Werdegang
Carson besuchte nach der Grundschule die Jenkins High School und danach mit einem Stipendium die Baylor University in Waco (Texas). Später studierte er auch an der University of Oxford in England. Er beendete seine Ausbildung im Jahr 1994 mit einem Jurastudium an der University of Oklahoma in Norman. Nach seiner Zulassung als Rechtsanwalt begann er in der Anwaltskanzlei Crowe & Dunley in seinem neuen Beruf zu praktizieren.
Carson wurde Mitglied der Demokratischen Partei. Im Jahr 2000 wurde er im zweiten Distrikt von Oklahoma in das US-Repräsentantenhaus gewählt, wo er am 3. Januar 2001 die Nachfolge des Republikaners Tom Coburn antrat. Bei der Wahl hatte er den Republikaner Andy Ewing mit 55 % der Wählerstimmen geschlagen. Nach einer Wiederwahl im Jahr 2002 konnte Carson bis zum 3. Januar 2005 zwei Legislaturperioden im Kongress absolvieren. Im Jahr 2002 gehörte er zu den 81 Kongressabgeordneten der Demokraten, die für den Irakkrieg stimmten.
Im Jahr 2004 kandidierte Carson nicht mehr für das Repräsentantenhaus. Stattdessen bewarb er sich erfolglos um einen Sitz im US-Senat; er unterlag Tom Coburn mit 41:53 Prozent der Stimmen. Danach lehrte er ein Jahr lang Politik an der Harvard University. Später war er Vorstandsvorsitzender einer Firma, die den Cherokee-Indianern gehört; Carson selbst ist Mitglied der Cherokee Nation. Im Dezember 2008 wurde berichtet, er habe seinen Posten aufgegeben, um als Geheimdienstoffizier der US-Marine in den Irak zu gehen. Bei den Präsidentschaftswahlen des Jahres 2008 unterstützte er Barack Obama.
Im Juni 2011 ließ Carson verlauten, dass er sich bei den Kongresswahlen 2012 für seinen ehemaligen Sitz bewerben werde. Sein Nachfolger Dan Boren hatte zuvor seinen Verzicht auf eine erneute Kandidatur bekanntgegeben. Kurze Zeit später erklärte er bereits wieder seinen Rückzug.
Nachdem er im September 2011 von Präsident Obama zum Justiziar (General Counsel) des Department of the Army ernannt worden war, erfolgte im Januar 2014 die Berufung zum stellvertretenden Heeresstaatssekretär (Under Secretary of the Army). Er trat sein Amt als Nachfolger von Joseph W. Westphal am 27. März desselben Jahres an.
From 2017 to 2021, Carson was a professor of public policy at the University of Virginia's Frank Batten School of Leadership and Public Policy. Am 5. April 2021, gab die University of Tulsa bekannt, dass Carson zum 1. Juli 2021 sein Amt als 21. Präsident der Universität antreten werde.